# Stenorrhina
Stenorrhina is een geslacht van slangen uit de familie toornslangachtigen (Colubrinae) en de onderfamilie Colubrinae.

## Naam en indeling
De wetenschappelijke naam van de groep werd voor het eerst voorgesteld door André Marie Constant Duméril in 1853. Er zijn twee soorten, een aantal soorten werd eerder tot andere geslachten gerekend, zoals Calamaria, Microphis en Geophis.

### Soorten
Het geslacht omvat de volgende soorten, met de auteur en het verspreidingsgebied.
| Naam                     | Auteur                          | Verspreidingsgebied |
| ------------------------ | ------------------------------- | --- |
| Stenorrhina degenhardtii | Berthold, 1846                  | Mexico, Guatemala, Honduras, Nicaragua, Costa Rica, Panama, Colombia, Venezuela, Ecuador, Peru, mogelijk in El Salvador |
| Stenorrhina freminvillei | Duméril, Bibron & Duméril, 1854 | Mexico, Guatemala, El Salvador, Honduras, Nicaragua, Costa Rica, mogelijk in Belize                                     |

## Uiterlijke kenmerken
De slangen bereiken een totale lichaamslengte van ongeveer vijftig tot tachtig centimeter. Ze onderscheiden zich van andere slangen door onder andere afwijkingen van de schubben aan de kop. Een voorbeeld is de voorste nasale schub, die gefuseerd is met de internasale schub aan de kop. De snuitpunt is sterk afgeplat en heeft een schoffelachtige vorm.

## Levenswijze
De slangen zijn overdag actief en blijven dicht bij de bodem. Ze zijn gespecialiseerd in het eten van grotere geleedpotigen, zoals vogelspinnen en schorpioenen. Daarnaast worden ook wel insecten en hun larven gegeten.

## Verspreiding en habitat
De slangen komen voor in delen van Midden- en Zuid-Amerika en leven in de landen Mexico, Guatemala, Honduras, Nicaragua, Costa Rica, Panama, Colombia, Venezuela, Ecuador, El Salvador, Peru, mogelijk in Belize.
De habitat bestaat uit vochtige tropische en subtropische bossen, zowel in laaglanden als in bergstreken. Ook in door de mens aangepaste streken zoals weilanden kunnen de slangen worden aangetroffen.

## Beschermingsstatus
Door de internationale natuurbeschermingsorganisatie IUCN is aan beide soorten een beschermingsstatus toegewezen. De slangen worden beschouwd als 'veilig' (Least Concern of LC).